# Masters de Cincinnati 1987
El Abierto de Cincinnati 1987 (también conocido como 1987 Pringles Light Classic por razones de patrocinio) fue un torneo de tenis jugado sobre pista dura. Fue la edición número 86 de este torneo. El torneo masculino formó parte del circuito ATP. Se celebró entre el 17 de agosto y el 23 de agosto de 1987.

## Campeones

### Individuales masculinos
Stefan Edberg vence a  Boris Becker, 6–4, 6–1.

### Dobles masculinos
Ken Flach /  Robert Seguso vencen a  John Fitzgerald /  Steve Denton, 7–5, 6–3.
| Predecesor: Cincinnati 1986 | Masters de Cincinnati 1987 | Sucesor: Cincinnati 1988 |